# Catriel Cabellos
Jeffrey Catriel Cabellos Vázquez (ur. 18 sierpnia 2004 w Buenos Aires) – peruwiański piłkarz pochodzenia argentyńskiego występujący na pozycji środkowego pomocnika, od 2024 roku zawodnik Alianzy Lima.
Jego ojciec pochodzi z Peru, zaś matka z Argentyny.